# Álvaro Vázquez
Álvaro Vázquez García (Badalona, 27 aprile 1991) è un calciatore spagnolo, attaccante del Badalona.

## Carriera
Nato a Barcellona, in Catalogna, Vázquez ha speso molto tempo della sua vita a Badalona. Si è unito alle giovanili dell'Espanyol nel 2005 all'età di 14 anni e quattro anni dopo esordì tra i professionisti, apparendo con le riserve nella Seconda Divisione B.
Álvaro debuttò con la prima squadra il 21 settembre 2010, subentrando al posto di Sergio García nella partita persa per 3-0 contro il Real Madrid in trasferta. Per il resto della stagione, è rimasto in prima squadra e spesso utilizzato come riserva di Pablo Osvaldo.
Dopo la partenza di Osvaldo direzione Roma nell'estate del 2011, Vàzquez è diventato uno dei titolari della formazione del tecnico Mauricio Pochettino. Dopo una parentesi nella stagione 2012-2013 al Getafe, è divenuto l'ottavo acquisto spagnolo del tecnico Michael Laudrup per il suo Swansea, con la formula del prestito. Fece l'esordio in Premier League nella vittoria contro il Crystal Palace per 2-0.
Dopo due stagioni al Getafe, il 31 agosto 2016 ritorna al suo club d'origine, l'Espanyol, con cui firma un contratto quadriennale. Non trovando molto spazio tra i titolari, l'11 gennaio 2018 viene prestato per sei mesi al Gimnàstic Tarragona, in Segunda División. La stagione successiva si trasferisce in prestito al Real Saragozza e il 14 giugno 2019 rescinde il contratto con l'Espanyol.
il 10 luglio 2019 viene ingaggiato dallo Sporting Gijón.

### Nazionale
Vázquez ha rappresentato la Spagna ai campionati del mondo U20 in Colombia. Ha segnato cinque goal raggiungendo i quarti di finale. Sempre nel 2011, Álvaro debuttò con la nazionale U21. Aiutò i suoi compagni a raggiungere la finale e vincere gli Europei 2013 di categoria, segnando nella sua unica apparizione (vittoria per 3-0 contro l'Olanda nella fase a gironi)

## Statistiche

### Cronologia presenze e reti in nazionale
| Cronologia completa delle presenze e delle reti in nazionale ― Spagna under 23 | Cronologia completa delle presenze e delle reti in nazionale ― Spagna under 23 | Cronologia completa delle presenze e delle reti in nazionale ― Spagna under 23 | Cronologia completa delle presenze e delle reti in nazionale ― Spagna under 23 | Cronologia completa delle presenze e delle reti in nazionale ― Spagna under 23 | Cronologia completa delle presenze e delle reti in nazionale ― Spagna under 23 | Cronologia completa delle presenze e delle reti in nazionale ― Spagna under 23 | Cronologia completa delle presenze e delle reti in nazionale ― Spagna under 23 |
| Data                                                                           | Città                                                                          | In casa                                                                        | Risultato                                                                      | Ospiti                                                                         | Competizione                                                                   | Reti                                                                           | Note                                                                           |
| ------------------------------------------------------------------------------ | ------------------------------------------------------------------------------ | ------------------------------------------------------------------------------ | ------------------------------------------------------------------------------ | ------------------------------------------------------------------------------ | ------------------------------------------------------------------------------ | ------------------------------------------------------------------------------ | ------------------------------------------------------------------------------ |
| 28-2-2012                                                                      | Torrelavega                                                                    | Spagna under 23                                                                | 3 – 1                                                                          | Egitto under 23                                                                | Amichevole                                                                     | 2                                                                              |                                                                                |
| Totale                                                                         |                                                                                | Presenze                                                                       | 1                                                                              |                                                                                | Reti                                                                           | 2                                                                              |                                                                                |

## Palmarès

### Nazionale
- Campionato d'Europa Under-21: 1

2013

### Individuale
- Scarpa d'oro del campionato del mondo Under-20: 1

Colombia 2011 (5 gol)